# Loamneș
Loamneș is een Roemeense gemeente in het district Sibiu.
Loamneș telt 3145 inwoners.